# Gondos Bocsok (televíziós sorozat, 2012)
A Gondos bocsok (eredeti cím: Care Bears: Welcome to Care-a-Lot) kanadai–amerikai televíziós 3D-s számítógépes animációs sorozat, amelyet Jeff Gordon és Richard Evans rendezett. A zenéjét Richard Evans és Chip Whitewood szerezte, a producere Peter Anderson. A MoonScoop Group készítette, az American Greetings forgalmazta. Amerikában 2012. június 2. és 2012. december 8. között a Hub Network vetítette, Magyarországon 2014. május 16. és 2014. június 10. között az M2 sugározta.

## Ismertető
A történet a Gondos Bocsok birodalmában játszódik és a történet főhősei a gondos bocsok. A gondos bocsoknak van szuper pocakjelvényük, amiknek segítségével mindenkinek segítenek. Barátságukkal, örömeikkel és tapasztalataikkal, mindent jól megcsinálnak és még Szörnyike sem tudja őket megtéveszteni.

## Szereplők

### Bocsok
Főszereplők
- Gyengédszívű bocs
- Csodaszív kisbocs
- Morgó bocs
- Vidám bocs
- Osztozó bocs
- Móka bocs
- Harmónia bocs
- Nyuszimuszi

Mellékszereplők
- Álomhozó bocs
- Kíván bocs
- Titok bocs
- Szülinapi bocs
- Meglepetés bocs
- Barátság bocs
- Álom bocs
- Nevető bocs
- Kedves bocs
- Szerencse bocs
- Nanus bocs
- Ajándék bocs
- Bajnok bocs
- Köszönöm bocs
- Amigo bocs
- Meli kisbocs
- Teli kisbocs

### Emberek
Fiúk
- Clam (Clem) – Barna hajú, barna szemű kisfiú, aki vendégségben jár a gondos bocsoknál, segít a bocsoknak.
- Peter – Barna hajú, barna szemű kisfiú, aki vendégségben jár a bocsoknál, követi a szabályokat, és egy fontos leckét is megtanul.
- Zek (Zack) – Barna hajú, barna szemű kisfiú, aki vendégségben jár a gondos bocsoknál, jó az extrém sportokban, és versenyez a bocsokkal.
- Ethan – Fekete hajú, barna szemű kisfiú, aki vendégségben jár a gondos bocsoknál, mutatványt csinál a cirkuszban.
- Adan (Aiden) – Szőke hajú, kék szemű kisfiú, aki vendégségben jár a gondos bocsoknál, tolószékkel jár, ami hasonlít egy motor triciklire, mivel születésétől fogva, nem tud járni, és sokféle sporttevékenységet élvez, amit a tolószéke segítségével tud végezni.

Lányok
- Olívia (Olivia) – Barna hajú, barna szemű kislány, aki vendégségben jár a gondos bocsoknál, néha baja van azzal, hogy megtalálja a bátorságát.
- Adena (Hayden) – Fekete hajú, fekete szemű kislány, aki vendégségben jár a gondos bocsoknál, segít a bocsoknak süti sütésben, van egy ikertestvére, akivel nagyon hasonló külsőre, de belsőre nagyon más.
- Fibi (Phoebe) – Barna hajú, barna szemű kislány, aki vendégségben jár a gondos bocsoknál, szégyenlős az éneklés iránti tehetségével, és egy fellépőn is félénken vesz részt.
- Penny – Barna hajú, barna szemű kislány, aki vendégségben jár a gondos bocsoknál, piros sildes baseball sapkát hord, amely virág mintás, jó az együttérzése, és szereti a gyorsaságot.
- Joye (Joy) – Barna szemű, barna hajú kislány, aki vendégségben jár a gondos bocsoknál, szomorú látogatóként érkezik, mert elvesztette a legjobb barátját, és a bocsok felvidítják, mert segítenek, hogy újra találkozhasson vele.
- Zsuzsa (Susan) – Szőke hajú, zöld szemű kislány, aki vendégségben jár a gondos bocsoknál, nagyon lusta, szeret videójátékokkal játszani, de nem szeret munkát végezni, azt nagyon megerőltetőnek találja, de ráérez, hogyha nem segít a társainak, úgy lemarad minden élményről.
- Raylei (Riley) – Fekete hajú, barna szemű kislány, aki vendégségben jár a gondos bocsoknál, van szivárványos helikoptere, van játék macija is, és jól kitalál sokféle hazugságot.
- Jadena (Jayden) – Fekete hajú, fekete szemű kislány, aki vendégségben jár a gondos bocsoknál, Adena ikertestvére, megismeri a bocsokat, és bemutatja, hogy miben különböznek egymástól, az ikertestvérétől.
- Hannah – Barna hajú, zöld szemű kislány, aki vendégségben jár a gondos bocsoknál, sátorozik a bocsokkal, és egy bélyeget is szerez.
- Izabella (Isabella) – Barna hajú, barna szemű kislány, aki vendégségben jár a gondos bocsoknál, nagyon felelőtlen, elveszíti a pénzét, nem rak rendet, hagyja a leckéjét, elfelejt mosakodni, de tanul a bocsoktól, és tanít pár fontosat a, a legkisebb bocsnak is, Csodaszépnek.
- Khely (Kaylee) – Szőke hajú, kék szemű kislány, aki vendégségben jár a gondos bocsoknál, jól tud gitározni, és Madison az osztálytársa, Madison először féltékeny volt rá, de aztán megkedvelte a zenéjét.
- Madison – Barna hajú, kék szemű kislány, aki vendégségben jár a gondos bocsoknál, jól tud gitározni, Khely osztálytársa a zeneiskolában, először terrorizálta Khely-t, hogy jól gitározott, de megkedvelte a zenéjét.

## Magyar hangok
- Haffner Anikó – Vidám bocs
- Nádasi Veronika – Harmónia bocs
- Szalay Csongor – Móka bocs
- Mezei Kitty – Osztozó bocs
- Gubányi György István – Morgó bocs
- Csuha Bori – Csodaszív bocs
- Élő Balázs – Szörnyike
- Bor László – Gyengédszívű bocs

### További magyar hangok
Biró Anikó, Bogdán Gergő, Molnár Ilona, Talmács Márta

## Epizódok
1. Az eltűnt híd
2. Süti irigység
3. A "Sivárvány"
4. A félénk fellépő
5. Semmi együttérzés
6. A szomorú látogató
7. Távol a mackó, cincognak a bocsok
8. A rém medve
9. Szabályból is megárt a sok
10. Ha fejbe száll a dicsőség
11. Érzés-nátha
12. Lusta Zsuzsa
13. Hazugságok és következmények
14. A rejtett kincs
15. Adni jó
16. A nagy ajándéknap
17. A nagy ajándéknapi műsor
18. A cserkészpecsét
19. Vidáman szép az élet
20. Tudj nemet mondani
21. A bocs-klub
22. A rejtélyes dinnye
23. Téves riasztás
24. Szurka-piszka
25. Isten hozott Morgófalván
26. Mókázás Morgóval